# Emil Norberg
Carl Emil Norberg, född 3 november 1987 i Uddevalla, är en svensk underhållare och företagare.

## Biografi
Norberg har examina i juridik och ekonomi från Uppsala universitet. 2013 började han hjälpa sin bror Daniel Norberg med manus och grafik till dennes Youtube-klipp och efter två år som tingsnotarie på Uppsala tingsrätt bytte han bana och satsade 2015 istället på det nystartade företaget Två Bröder Media AB. Med brödernas gemensamma Youtube-kanal ligger Norberg bakom det mest visade svenska klippet på Youtube 2015, 2016 och 2020 samt näst mest visade svenska klippet på sidan 2014 och 2017.
Bröderna Norbergs kanal på Youtube har över 279 000 prenumeranter och deras videoklipp har totalt över 120 miljoner visningar. Norberg är med i det svenska Youtube-nätverket United Screens. 
Emil Norberg står till lika del för text, musik och redigering medan hans bror tidigare syntes själv i klippen. De senaste åren har Emil Norberg visat sig alltmer framför kameran. Inför julen 2015 och 2016 spelade de in de populära "Youlkalendrarna" på Youtube tillsammans och 2017/2018 skapade de en SVT-Play serie, Norbergs TV-Tablå, som innehåller sju avsnitt med påhittiga låtar och sketcher. Under 2018 spelade bröderna, tillsammans med Electric Banana Band, in en uppdaterad version av låten "Pelikanen" för miljöengagemanget Håll Sverige Rent.
Tillsammans med flera andra komiker var bröderna med i TV4:s produktion av Mumbo Jumbo, ett veckoaktuellt humorprogram som sändes fredagar 21:30 och där Emil Norberg till stor del stod för manus men även syntes i vissa sketcher.
- Mumbo Jumbo (TV4) Hösten 2018, 2019, 2020[15]
- Postkodmiljonären (TV4) 2018 [16]
- Sveriges 8:e Bästa Sketch (Melodifestivalen-parodi 2015) (TV4) 2018[17]
- Norbergs TV-tablå (SVT Play) 2018[13]
- Scenshow “Paniken bakom parodierna” (Rival) 2017[18]
- Bris-Idol 2017[19]
- Sveriges tredje mest visade klipp (YouTube) 2018 [20]
- Sveriges näst mest visade klipp (YouTube) 2017[10]
- Sveriges mest visade klipp (YouTube) 2016[7]
- Årets Webbhumor (YouTube) 2016[21]
- Big Buzz of the Year (YouTube) 2016[22]
- Stand up-komiker